# Państwo śródlądowe
     Państwa śródlądowe
     Państwa podwójnie śródlądowe

Mapa z państwami śródlądowymi.
Państwa śródlądowe
Państwa podwójnie śródlądowe

Państwo śródlądowe – państwo nieposiadające dostępu do morza, a tym samym nieposiadające własnej linii brzegowej. Państwami śródlądowymi są również wszystkie państwa-enklawy.
Położenie śródlądowe uważane jest za położenie niekorzystne dla państwa. Brak dostępu do morza odcina państwo od zasobów morskich, przede wszystkim możliwości rybołówstwa, a także od transportu i handlu morskiego. Z tego powodu, państwa historycznie dążyły do uzyskania dostępu do otwartych wód pomimo kosztów pieniężnych, politycznych i w życiu ludzkim. Na trzech kontynentach – Ameryce Północnej, Australii i Antarktydzie – nie ma państw śródlądowych.

## Lista państw śródlądowych
| Europa | Azja | Afryka | Ameryka Południowa   |
| - Andora - Austria - Białoruś - Czechy - Kosowo - Liechtenstein - Luksemburg - Macedonia Północna - Mołdawia - San Marino - Serbia - Słowacja - Szwajcaria - Watykan - Węgry | - Afganistan - Armenia - Azerbejdżan - Bhutan - Kazachstan - Kirgistan - Laos - Mongolia - Nepal - Tadżykistan - Turkmenistan - Uzbekistan | - Botswana - Burkina Faso - Burundi - Czad - Eswatini - Etiopia - Lesotho - Malawi - Mali - Niger - Republika Środkowoafrykańska - Rwanda - Sudan Południowy - Uganda - Zambia - Zimbabwe | - Boliwia - Paragwaj |

W Azji Azerbejdżan, Kazachstan i Turkmenistan mają dostęp do Morza Kaspijskiego, Kazachstan i Uzbekistan do Jeziora (Morza) Aralskiego. W Afryce Burundi ma dostęp do jeziora Tanganika.
Pogrubieniem zostały oznaczone państwa podwójne śródlądowe, natomiast kursywą państwa-enklawy.